# Stinson Detroiter
Stinson Detroiter war die gemeinsame Bezeichnung für eine Entwicklungsreihe von Kabinenflugzeugen des US-amerikanischen Herstellers Stinson Aircraft Corporation aus den 1920er Jahren. Die Detroiter-Varianten waren die ersten Konstruktionen des 1926 gegründeten Unternehmens. Im Jahr 1928 war die SM-1DX das erste Flugzeug, das mit einem Dieselmotor flog.

## Geschichte

### Detroiter

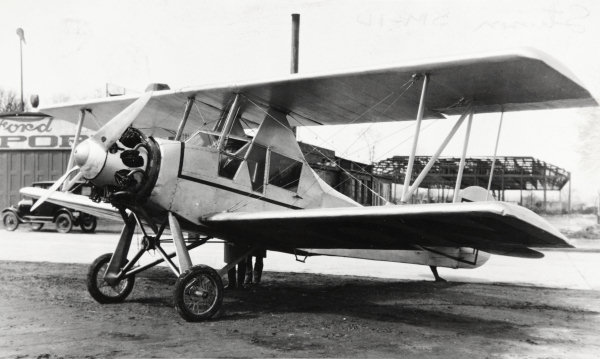
Detroiter

Im Oktober 1925 gründete Eddi Stinson mit zwei Mitgliedern des Detroit Board of Commerce das Stinson Airplane Syndicate und brachte seine eigenen Pläne für einen viersitzigen Kabinen-Doppeldecker mit ein. Zu der endgültigen Konstruktion trugen auch Peter Altman von der University of Detroit und der Ingenieur William Naylor bei. Das Flugzeug wurde im Winter 1925/1926 in einer angemieteten Lagerhalle in Detroit gebaut und flog vom Selfridge Field im Januar 1926 zum ersten Mal. Die Detroiter wies bereits moderne Ausstattungsmerkmale wie eine Kabinenheizung, einzelne Radbremsen und einen elektrischen Anlasser auf und gilt als das erste Flugzeug, bei dem diese Kombination eingesetzt wurde. Ein auffälliges äußeres Erkennungsmerkmal war die Stoffverkleidung der Stiele zwischen Rumpf und oberer Tragfläche.
Nach dem Verkauf der Maschine an den Sohn von Horace Dodge und mit weiterem Kapital Detroiter Bürger gründete Stinson Ende Mai 1926 die Stinson Aircraft Corporation. Dies versetzte ihn in die Lage, eine verbesserte Ausführung der Detroiter zu produzieren.

### SB-1 Detroiter

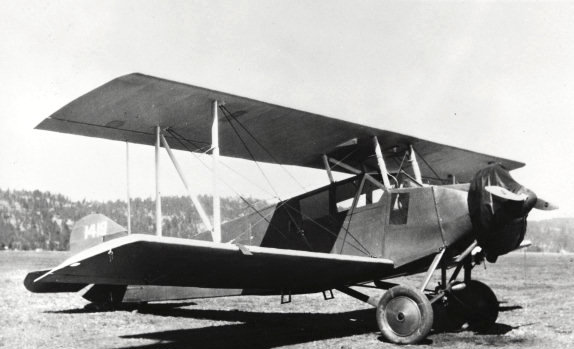
SB-1 Detroiter

Im August 1926 begann die Produktion der verbesserten fünfsitzigen SB-1 (Stinson Biplane Model 1), die einen tieferen Rumpf, geänderte Tragflächenverstrebungen und eine neue Heckeinheit einführte. Der Aufbau war sehr ähnlich zu dem vorhergehenden Prototyp. Die Rumpfstruktur bestand aus geschweißten Stahlrohren mit einer Stoffverkleidung; die Tragflächen waren vollständig aus Holz aufgebaut. Während die ersten Serienflugzeuge mit Wright J-4 Whirlwind ausgestattet waren, erhielten spätere Maschinen einen Wright J-5. Die Musterzulassung (ATC 24) wurde der SB-1 erst im Januar 1928 erteilt, obwohl die Produktion der insgesamt 26 Maschinen bereits im Juni 1927 ausgelaufen war. Ein Exemplar wurde mit Schwimmern erprobt und die SB-1 Special war eine als Dreisitzer zugelassene Variante.
Neben einigen Fluglinien setzte auch Hubert Wilkins 1927 bei seiner Arktis-Expedition zwei SB-1 ein, wobei eine im Packeis aufgegeben werden musste.

### SM-1 Detroiter
Obwohl sich SB-1 relativ gut verkaufte, gelangte Stinson zu der Überzeugung, dass eine Eindecker-Version effizienter sein würde und höhere Stückzahlen erreichen könnte. Daraufhin konstruierte William Naylor eine verlängerte sechssitzige Variante als Eindecker. Die SM-1 (Stinson Monoplane Model 1) flog zum ersten Mal im April 1927. Ein Kennzeichen der SM-1 sind die beiden breiten Streben zwischen Tragfläche und Rumpf, die im Kern aus Stahlrohren bestehen und mit Balsaholz und Stoff verkleidet sind. Sie vergrößern damit die Auftriebsfläche des Flugzeugs. Die beiden vorderen Pilotenplätze waren mit einer Doppelsteuerung ausgestattet. Die sechs Korbgeflechtsitze der Passagiere waren in drei Reihen, mit einem 15 cm breiten „Mittelgang“ dazwischen, angeordnet. Auf jeder Seite befand sich eine Einstiegstür.

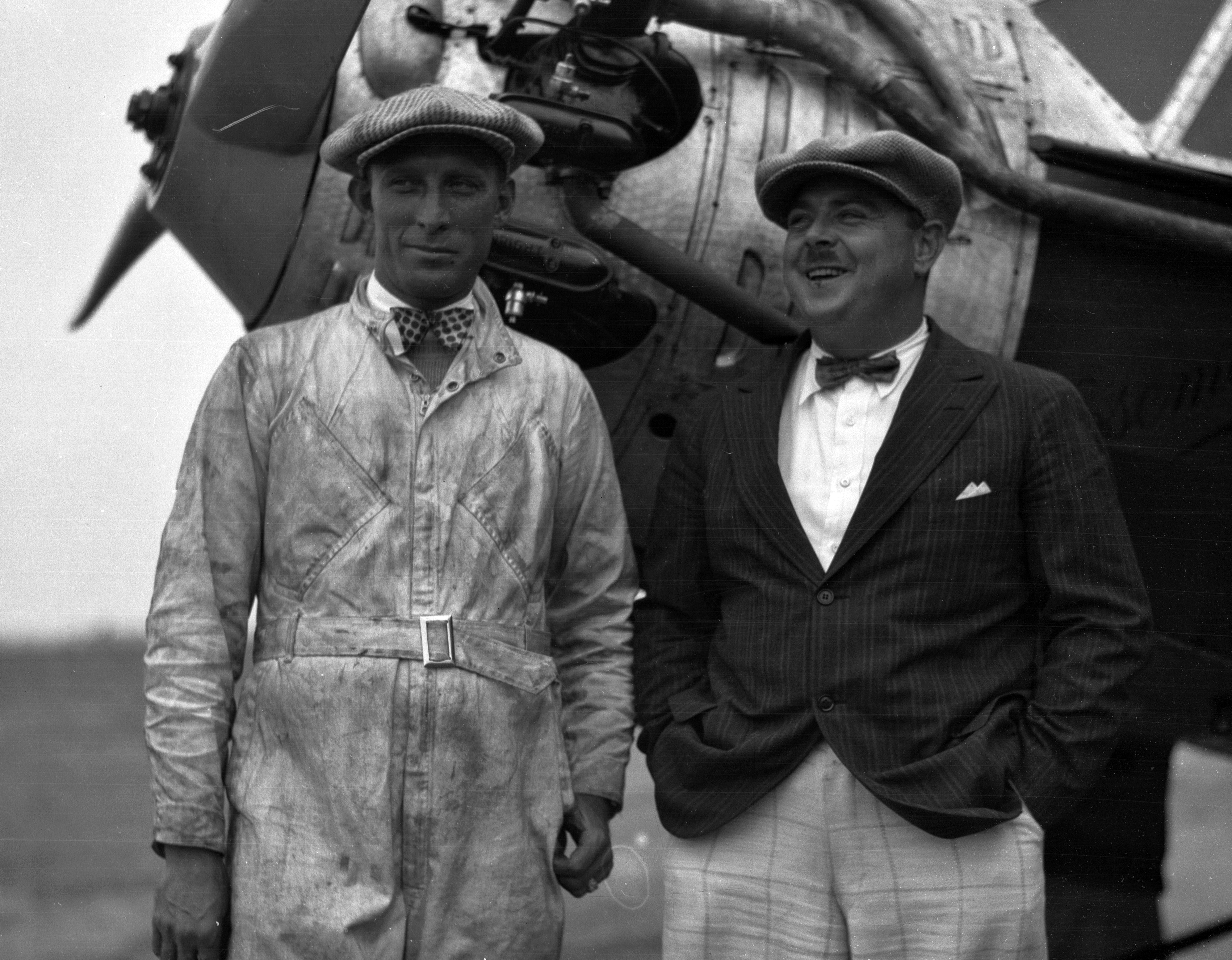
Edward Schlee (links) und William Brock (1928)

Mit ausgebauten Sitzen konnte der geräumige Rumpf so viele zusätzliche Treibstofftanks aufnehmen, dass mit der SM-1 auch Langstrecken-Rekordflüge durchgeführt werden konnten. So wurde das zweite Flugzeug (Luftfahrzeugkennzeichen NC857) an Edward Schlee, den Präsidenten der Wayco Oil Company, verkauft und im August 1927 von Schlee und William Brock unter dem Namen Pride of Detroit für einen Flug über 12.000 Meilen mit einer Dauer von 145 Stunden eingesetzt.
Der ebenfalls im August 1927 gestartete Versuch eines Non-stop-Flugs von Brunswick (Georgia) nach Rio de Janeiro mit der Port of Brunswick (NX773) misslang dagegen. Nach einer letzten Sichtung über Venezuela und einem wahrscheinlichen Absturz in British Guiana bleibt die Maschine bis heute verschollen. Auch die Sir John Carling verschwand bei ihrer versuchten Atlantiküberquerung im September 1927 spurlos. Mit der The American Girl (NX1384) misslang zwar im Oktober 1927 ebenfalls der versuchte Atlantikflug, aber nach einer Notwasserung etwa 580 km vor den Azoren konnten George Haldeman und Ruth Elder gerettet werden. Elder war die erste Frau, die eine Atlantiküberquerung im Flugzeug versuchte, beide erreichten mit einer Flugstrecke von 4200 km einen neuen Rekord für die längste geflogene Strecke über Wasser. Weitere Rekorde für die längste Flugdauer (siehe: Der Flugzeitrekord der Hunter-Brüder 1930) trugen zur Bekanntheit der SM-1 bei und zeigten deutlich die verbesserte Zuverlässigkeit von Triebwerken und Zellenstruktur auf.

### Weitere Varianten

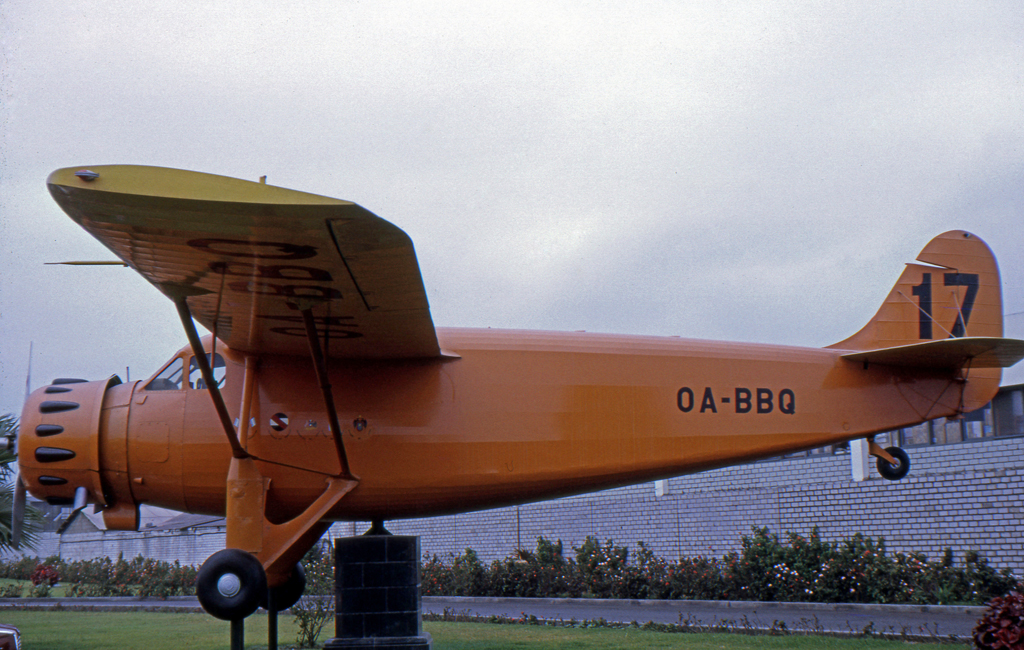
Stinson-Faucett F-19 in Lima

- Nach Auslaufen der SM-1-Produktion, führte Stinson Ende 1928 die SM-1B ein. Die Änderungen gegenüber der SM-1 waren aber nur marginal. Die Produktion von SM-1 und SM-1B betrug 74 Maschinen.
- Die fünf 1928 gebauten SM-1DA hatten ebenfalls nur geringe Verbesserungen gegenüber der SM-1. Mindestens zwei Maschinen (NC9600, NX9617) wurden 1929 zu SM-1D-300 mit 300 PS leistenden Wright J-6-9-300 (R-975) umgebaut.
- Von der SM-1DB wurde ein Exemplar mit einem 40 kg höheren Leergewicht als die SM-1DA fertiggestellt.
- Weitere nur einmal gebaute Varianten waren die SM-1DC (Wright J-4B) als Frachtversion für den Fischtransport und die ähnliche SM-1DD mit 10 kg höherer Nutzlast.
- Die Bezeichnung SM-1D Special galt für alle Flugzeuge mit einem erhöhten Abfluggewicht von 2040 kg.
- Die mit einem 225 PS leistenden Packard DR-980 ausgerüstete SM-1DX war das erste von einem Dieselmotor angetriebene Flugzeug der Welt. Sie flog zum ersten Mal am 19. September 1928.
- Die SM-1F, von der 26 Stück gebaut wurden, war eine Weiterentwicklung der SM-1D-300 mit einem neugestalteten Heckteil. Vier Exemplare setzte das chinesische Kommunikationsministerium ab Juli 1929 auf der Strecke Shanghai–Nanjing als Postflugzeuge ein. Auch auf der Strecke Shanghai–Peking flog die SM-1F im Passagierdienst. Ab der Werknummer M509 konnten alle SM-1F mit Schwimmern ausgerüstet werden. Die Bezeichnung war dann SM-1FS.
- Die siebensitzige SM-6A wurde 1929 auf der All-American Aircraft Show vorgestellt. Mit einem Startgewicht von 5000 lb und einem Pratt & Whitney Wasp C-1 mit 420 PS konnte sie für den Passagier- und Frachttransport eingesetzt werden. Von der SM-6A wurden nur zwei Exemplare gebaut, gefolgt von elf achtsitzigen SM-6B.
- Das letzte Exemplar der SM-6B erwarb die Compania de Aviacón Faucett SA, die es als Grundlage für eine vergrößerte und leistungsstärkere Variante verwendete. Mit der Bezeichnung Stinson-Faucett F-19 baute man in Lima zwischen 1934 und 1946 30 Stück mit einem 600 PS leistenden Wasp S1H1-G oder Hornet S1E3-G. Die achtsitzige F-19 führte im März 1937 den ersten Non-stop-Flug von Lima nach Buenos Aires durch. Die F-19 blieb auf der Strecke Tumbes-Talara bis 1964 im Dienst, bis sie von der Douglas DC-4 abgelöst wurde.

## Verbleib
In den USA sind wahrscheinlich noch fünf Detroiter vorhanden, von denen sich zwei in privatem Besitz befinden. Die anderen sind die SM-1DX im New England Air Museum, die Pride of Detroit im Henry Ford Museum Detroit und die Greater Rockford, die 1968 in Grönland geborgen wurde und vollständig restauriert seit 1988 im Rockford Museum in Illinois gezeigt wird. Wahrscheinlich existieren auch noch drei F-19 in Peru.

## Technische Daten
| Kenngröße             | Detroiter                  | SB-1 Detroiter            | SM-1 Detroiter             | SM-6B                                         | Faucett F-19 (Daten für Ausrüstung mit Schwimmern)                   |
| --------------------- | -------------------------- | ------------------------- | -------------------------- | --------------------------------------------- | -------------------------------------------------------------------- |
| Besatzung             | 1                          | 1                         | 1                          | 1                                             | 1                                                                    |
| Passagiere            | 3                          | 4                         | 5                          | 6                                             | 7                                                                    |
| Länge                 | 8,54 m                     | 8,79 m                    | 9,76 m                     | 10,47 m                                       | 11,79 m                                                              |
| Spannweite            | 10,29 m (oben und unten)   | 10,93 m                   | 13,98                      | 16,06 m                                       | 17,69 m                                                              |
| Höhe                  |                            | 3,13 m                    | 2,52 m                     | 2,95 m                                        | 4,37 m                                                               |
| Flügelfläche          | 32,5 m²                    | 32,52 m²                  | 27,13 m²                   | 31,03 m²                                      | 40,49 m²                                                             |
| Leermasse             | 772 kg                     | 772 kg                    | 894 kg                     | 1587 kg                                       | 2622 kg                                                              |
| max. Startmasse       |                            | 1317 kg                   | 1582 kg                    | 2429 kg                                       | 3973 kg                                                              |
| Reisegeschwindigkeit  | 168 km/h                   | 160 km/h                  | 168 km/h                   | 205 km/h                                      | 216 km/h                                                             |
| Höchstgeschwindigkeit | 200 km/h                   | 189 km/h                  | 205 km/h                   | 237 km/h                                      | 256 km/h                                                             |
| Steigleistung         |                            | 244 m/min                 | 230 m/min                  | 305 m/min                                     |                                                                      |
| Dienstgipfelhöhe      |                            | 4120 m                    | 4270 m                     | 5490 m                                        | 5490 m                                                               |
| Reichweite            | 800 km                     | 960 km                    | 880 km                     | 920 km                                        |                                                                      |
| Triebwerke            | 1 × Wright J-4B mit 200 PS | 1 × Wright J-4 mit 200 PS | 1 × Wright J-5C mit 220 PS | 1 × Pratt & Whitney Wasp Junior C1 mit 420 PS | 1 × P & W Wasp S1H1 mit 600 PS oder 1 × P & W Hornet S1E3 mit 875 PS |